# HC Red Star Kunlun
HC Red Star Kunlun är en kinesisk ishockeyklubb som bildades och anslöt sig till Kontinental Hockey League inför säsongen 2016/2017.

## Historik
I mars 2016 undertecknade den kinesiska klubben och KHL en preliminär överenskommelse. Ryska ishockeyförbundet representant Vladislav Tretiak, KHL:s ordförande Gennadij Timtjenko och Red Star Kunlun's styrelse upprättade protokollet. Enligt detta protokoll behövde den nya klubben uppfylla de ekonomiska villkoren senast den 30 april 2016. Om klubben skulle uppfylla alla krav, skulle de godkännas och ges möjlighet att ansluta sig till KHL. Laget kommer att spela sina hemmamatcher i arenan LeSports Center i Peking, med undantag för åtminstone två tillfällen då de kommer spela i Sports Center Pavilion i Shanghai. Under våren 2016 spreds rykten som placerade Ilja Kovaltjuk och Mike Keenan i klubben; något som hittills inte har visat sig stämma.
I början av maj gick KHL:s president Dmitrij Chernyshenko ut med att klubben anslutning till ligan i princip var klar, att: Klubben har lämnat in alla handlingar, strukturen finns i klubben, finanserna är ordnade och de har tillstånd av Kinas ishockeyförbund Det var dock först den 25 juni 2016 som klubbens deltagande i KHL säsongen 2016/2017 blev officiellt.
Den 24 juli 2016 spelade laget sin första vänskapsmatch, när de besegrades av Traktor Tjeljabinsk med 2-0. Den 1 september gjorde de sin debut i KHL, då de på bortaplan besegrade Amur Chabarovsk med 2-1. Klubbens första mål i KHL gjordes av Sean Collins. Laget vann även sin nästkommande match, sin första hemmamatch inför 7832 åskådare, mot Admiral Vladivostok med 6-3.
Under Covid-19-pandemin flyttades laget från Peking till Moskva men lyckades aldrig engagera någon större mängd fans där. I augusti 2025 meddelades att klubben upphört. Istället startas en ny klubb med namnet Shanghai Dragons upp. Den ska ha sin bas i St Petersburg.